# موردان (عنبرآباد)
موردان (عنبرآباد)، روستایی از توابع بخش جبالبارز جنوبی شهرستان عنبرآباد در استان کرمان ایران است.

## جمعیت
این روستا در دهستان گرمسار قرار دارد و براساس سرشماری مرکز آمار ایران در سال ۱۳۸۵، جمعیت آن ۱۸۴ نفر (۴۰خانوار) بوده‌است.